# Paukjärv
Paukjärv är en sjö i Estland.   Den ligger i landskapet Harjumaa, i den centrala delen av landet, 50 km öster om huvudstaden Tallinn. Paukjärv ligger 91 meter över havet.  I omgivningarna runt Paukjärv växer i huvudsak blandskog.